# The Rise of the Tang Empire
 (juin 2018).
The Rise of the  Tang Empire est une série télévisée chinoise basée sur des événements se déroulant durant l'ère Zhenguan, sous le règne de l'empereur Taizong de la dynastie Tang. 
Les 50 épisodes de la série sont réalisés par Zhang Jianya et écrits par Ah Cheng et Meng Xianshi. Elle a été diffusée pour la première fois sur BTV en Chine, en décembre 2006.

## Distribution
- Ma Yue : Tang Taizong
- Jin Shijie : Wei Zheng
- Ma Shaohua : Zhangsun Wuji
- Miao Pu : Impératrice Zhangsun
- Ma Jingwu : Tang Gaozong
- Lu Jianmin : Li Jiancheng
- Shen Mengsheng : Li Yuanji
- Ge Zhijun : Pei Ji
- Sun Ning : Fang Xuanling
- Zhu Lei : Du Ruhui
- Wu Jian : Li Jing
- Lü Xing : Li Chengqian
- Wang Dongfang : Li Tai
- Hu Wenbao : Tang Gaozong
- Tao Feifei / Tao Rong : Princess Gaoyang
- Zhang Di : Wu Zetian
- Qi Qianjun : Zhang Jieyu
- Serina Liu : Pipa Lady
- Zhao Wanyi : Hong Fu Nü
- Sun Yifei : Princesse Wencheng
- Li Jiayi : Consort Yang
- Tu Ling : Wei Zheng's wife
- Zhang Yang : Chengxin
- Zang Jinsheng : Dou Jiande
- Li Zhenqi : Wei Ting
- Yan Hongzhi : Tuli Khan
- Han Dong : Illig Qaghan
- Fan Xiaoyang : Xuanzang
- Chen Zhihui : Qin Shubao
- Jia Shitou : Cheng Yaojin
- Zheng Tianyong : Li Gang
- Deli Ge'er : Yuchi Gong
- Jia Lin : Li Wu
- Han Yingqun : Li Sixing
- Li Qi : Li Shiji
- Wang Rong : Hou Junji (en)
- Liu Weiming : Chu Suiliang
- Cui Kefa : Gao Shilian
- Yu Bin : Xiao Yi
- Wang Xiuqiang : Wang Gui
- Hao Zi : Helan Chushi
- Ye Peng : Fang Yi'ai
- Ji Yao : Zhang Gongjin
- Ma Siqian : Attendant Liu
- Wang Xinmin : Ma Zhou
- Xiahou Bin : Li Chunfeng
- Ye Xiaojian : Xiao Yu
- Hong Zongyi : Zhangsun Anye
- Guo Hongjie : Zhishi Sili
- Zhang Shaorong : Qu Wentai
- Yang Junyong : Tang Jian
- Ji Chunjiang : Li Xiaochang
- Jiang Houli : Yuwen Shiji
- Guo Wenxue : Xunxiang
- Jia Yuntong : Feng Deyi
- Cui Yugui : Li Daliang
- Yao Jinfei : Qu Zhisheng
- Liu Jinsheng : Qu Zhizhan
- Ma Xiaoning : Zhao Deyan
- Guo Zhenming : Royal Father-in-law Zhang
- Wang Ming : Wang Shichong
- Sui Hui : Ashina Ju
- Xu Junben : Yin Longda
- Zhu Yuanhao : Wang Wan
- Zhao Yulin : Zhang Xuansu
- Li Ping : Cen Wenben
- Wang Yingqi : Liu Heita
- Nige Mutu : Xue Wanche
- Zhen Liqiang : Luo Yi
- Zhang Xinyue : announcing official
- Meng Qingfan : inspecting official
- Tong Zhongqi : Bianji